# NGC 1403
NGC 1403 (другие обозначения — ESO 482-25, MCG -4-9-41, NPM1G -22.0085, PGC 13445) — линзообразная галактика (SB0) в созвездии Эридан. Открыта Фрэнком Ливенвортом в 1886 году. Описание Дрейера: «очень тусклая, очень маленькая туманная звезда».
Этот объект входит в число перечисленных в оригинальной редакции «Нового общего каталога».